# Chris Gatling
Pour les articles homonymes, voir Gatling.
Chris Raymond Gatling, né le 3 septembre 1967 à Elizabeth au New Jersey, est un ancien joueur américain de basket-ball de NBA.

## Biographie
Il est sélectionné dans l'équipe américaine qui remporte la médaille de bronze lors du championnat du monde 1990.
Surnommé « The Energizer », Gatling est sélectionné au 16e rang de la draft 1991 à sa sortie de l'université Old Dominion par les Warriors de Golden State. Il passe les quatre premières années de sa carrière avec les Warriors, réalisant des moyennes de 13,7 points et 7,6 rebonds par match lors de sa dernière saison avec les Warriors en 1994-1995. La même année, Gatling est le meilleur joueur de la NBA au pourcentage de réussite aux tirs avec 63,3 %, l'un des dix meilleurs pourcentages de l'histoire de la NBA.
Gatling ne garde plus ensuite cette stabilité. Il est transféré avec Tim Hardaway au Heat de Miami au cours de la saison 1995-1996, puis évoluant sous les couleurs des Mavericks de Dallas et des Nets du New Jersey durant la saison 1996-1997 (représentant les Mavs lors du All-Star Game 1997 quelques jours seulement avant d'être transféré aux Nets).
Il dispute seulement 78 rencontres en deux saisons avec les Nets avant de demander un transfert. Il arrive alors aux Bucks de Milwaukee pour les treize derniers matchs de la saison tronquée par le lock-out en 1998-1999. Il passe la saison 1999-2000 entre les Nuggets de Denver et le Magic d'Orlando. Ses deux dernières saisons NBA se déroulent entre les Cavaliers de Cleveland et le Heat de nouveau. Gatling prend sa retraite à l'issue de la saison 2001-2002 avec des moyennes en carrière de 10,3 points et 5,3 rebonds par match et un pourcentage de réussite aux tirs de 51,3 %.
Après de nombreuses années à passer d'une équipe à l'autre, sa frustration grandit face au système instable de la NBA et il décide alors de rejoindre le championnat russe et l'équipe du CSKA Moscou.